# フェリックス・パスラック
フェリックス・パスラック（Felix Passlack、1998年5月29日 - ）は、ドイツ・ノルトライン＝ヴェストファーレン州ボトロップ出身のサッカー選手。VfLボーフム所属。ポジションはミッドフィールダー、ディフェンダー。

## 経歴

### クラブ
パスラックは生まれ故郷ボトロップ（ゲルゼンキルヘンから数キロ）のクラブで8年を過ごした後、RWオーバーハウゼンで2年プレー。2012年にドイツ・ブンデスリーガのボルシア・ドルトムントへ移籍した。2016年からボルシア・ドルトムントにトップチームへ昇格した。2年契約（2018年6月30日まで）を結んだとされている。
2017年8月30日、ボルシア・ドルトムントと2021年6月30日までの契約延長に合意し、ホッフェンハイムに2年間の期限付きで移籍することが発表された。
しかし、ホッフェンハイムではリーグ戦2試合の出場に留まったことからレンタル契約を解除、ノリッジ・シティFCへ期限付き移籍することが発表された。

## 個人成績
| 所属クラブ   | シーズン     | リーグ | リーグ | 国内大会 | 国内大会 | 欧州大会 | 欧州大会 | その他 | その他 | 合計 | 合計 |
| 所属クラブ   | シーズン     | 出場   | 得点   | 出場     | 得点     | 出場     | 得点     | 出場   | 得点   | 出場 | 得点 |
| ------------ | ------------ | ------ | ------ | -------- | -------- | -------- | -------- | ------ | ------ | ---- | ---- |
| ドルトムント | 2015–16      | 3      | 0      | 0        | 0        | 0        | 0        | 0      | 0      | 3    | 0    |
| ドルトムント | 2016–17      | 10     | 0      | 2        | 0        | 2        | 1        | 1      | 0      | 15   | 1    |
| ドルトムント | 2017–18      | 1      | 0      | 0        | 0        | 0        | 0        | 0      | 0      | 1    | 0    |
| 通算         | 通算         | 3      | 0      | 0        | 0        | 0        | 0        | 0      | 0      | 3    | 0    |
| キャリア通算 | キャリア通算 | 3      | 0      | 0        | 0        | 0        | 0        | 0      | 0      | 3    | 0    |

## タイトル

### クラブ
ボルシア・ドルトムント
- DFBポカール：1回 (2016-17)

ノリッジ・シティFC
- EFLチャンピオンシップ：1回 (2018-19)

### 個人
- フリッツ・ヴァルター・メダル・U-17部門金賞（2015年）